# 陈洪钫
陈洪钫（1928年—），男，浙江绍兴人，中国有机化工专家，曾任天津大学教授、博士生导师，国务院学位委员会第二届学科评议组成员。